# 反苏运动
1946年春反苏运动，又称張莘夫事件，是指以1946年2月因中華民國國民政府官员张莘夫接收蘇聯手中的抚顺煤矿未果，談判結束後返程回報的途中，被不明武装团体杀害而引发的，中国学生及民间团体抗议2月11日美国公开的美、苏、英雅尔塔协定侵犯中国主权，而进行的一系列游行示威活动。最后此抗议活动转向为直指苏联。该事件对中国近代史产生重大影响，亦是中國學生運動史重要一頁。
因后来中国大陆政治形势的变化，中国共产党的媒体往往指责该运动是中國國民黨指使下的“盲目排外”运动而不称之作“学生运动”。也有学者明确认为，这是一次爱国学生运动。

## 事件背景
1945年2月，苏联与美国、英国签订《雅尔塔协定》，以维持外蒙现状和控制满洲铁路及军港为交换条件换取苏联出兵日本占领下的满洲国。此时正规国军尚在中国西南与日军僵持，而中共军队则在华东、华中、华北建立了“敌后抗日根据地”。1945年8月6日，美国向日本广岛投放原子弹轰炸，日本未有反应。苏联经充分准备，于8月8日对日宣战，进军滿洲，出动百万大军，日本败局已经注定。8月9日，美国再向长崎投放原子弹轰炸。8月10日晨6时，日本通过中立国表示，在保证天皇地位下有条件投降，盟国未有反应。日本天皇8月15日广播宣布无条件投降。苏军未经大规模抵抗，迅速占领了满洲国全境；此时国民革命军尚远在中国西南，美军也远在冲绳。9月2日日本签署无条件投降书。
苏联出兵满洲國使中共的敌后抗日根据地骤然变为接收日占区的第一线，遂将部队化整为零，多路出关，加入东北民主联军意图控制中国东北地区。
1945年10月1日，苏联通知国民政府，将于10月下旬开始撤军，11月底撤退完毕，以遵守《中苏友好同盟条约》规定的战胜日本三个月内撤军的条文（即1945年12月3日为截止日期）。1945年10月10日，美舰运送国军欲在大连登陆。这使得苏联认为美蒋联手在东北军事对抗苏联。10月12日，东北苏军司令部就撤军问题与国府东北行营主任熊式輝在长春谈判，拒绝国军从中苏友好同盟条约规定的商港大连登陆。苏联支持中共部队控制营口、葫芦岛等港口以阻止美军舰运兵登陆。10月18日，苏军又阻止运送国军运兵舰在葫芦岛登陆。11月下旬美舰运输国军在山海关外的秦皇岛登陆。国军随后进发山海关，与占领这里的中共军队发生军事冲突。国军攻破山海关后相继占领葫芦岛、锦州，并将东北行营迁至山海关，苏联未有异议。结果苏联占领军占领满洲的大部分城市，但允许国共两党在苏占城市活动。中共接收了苏联不需要的日本关东军装备，并在农村发展根据地；国民政府则将当地原满洲國军隊和地方武装改编为保安队，以维持治安的名义驻扎于苏占城市。苏联对两者行为均无异议。
11月7日，《大公报》独家报道苏联外长莫洛托夫在十月革命节上讲话，称旅顺港及大连港区域、满洲铁路权益为“新的苏维埃领土”。此事让中国国内舆论鼎沸，人们认为这是「新时期沙皇的翻版」。而苏军拆运满洲厂房、机器的事实屡被披露报端，苏联对满洲经济独占性要求、支持外蒙古独立以及苏军一再延缓撤退等消息广为流传，再加上苏联支持新疆一些地区独立的事件一再发生，社会各界对苏联的忧虑与不满情绪日趋强烈。这些因素酿成了反苏运动的民众基础。
11月19日，中国外交部正式向苏联提议延缓撤兵，苏联同意延期至1946年1月3日撤兵，以利国军接收东北。随后，1945年11月下旬，苏军勒令共产党的党政军机关部队撤出了沈阳、长春、哈尔滨、齐齐哈尔、四平等大城市，移交给熊式辉的东北行营接收大员。1945年12月初，国民政府外交部再次致函苏方，希望苏军延缓撤退，逐步与到达东北地区的国军换防，撤军期限展延至1946年2月1日。
12月，苏联代表斯拉德科夫斯基向国民政府代表张嘉璈宣布满洲原日本所有的一百五十四种工矿企业（占满洲重工业80%）厂房、机器为苏联战利品，苏联不愿拆运而愿意与中国共同经营，此即所谓“中苏经济合作”方案。苏联代表声称，在此问题未商决之前，他不能预测苏军从满洲撤离的确实时间。而蔣經國在同年12月间，斯大林也跟他说了同样的话。国民政府对中国东北地区经济持独占性要求，苏联以厂房、机器为条件换取与国民政府“经济合作”的想法遭到国民政府的拒绝。
1946年1月16日，经济部东北区接收委员张莘夫及其随员八人，前往交涉接收抚顺煤矿被拒绝，返程途中当专列行驶至抚顺以西25公里的李石寨站时，被不明武装团体挟持杀害。后来苏联称是暴徒劫匪下手，国民政府称是东北民主联军所为，中共称是国民党伙同日本人伪旗嫁祸；但当时没有任何一方有确凿的调查结果。此事件发生于政治协商会议期间，国民政府出于时局考虑，未加渲染低调处理，因此不太为人知悉。会议最后中苏满洲厂矿问题谈判破裂，苏联借口“天气不好交通不便”拒绝履行原定的2月1日撤军计划。随后苏联开始拆运机器。

## 游行经过
2月上旬，张莘夫遇害事件逐渐传播，此案逐渐为人所知。2月11日美国在《雅尔塔协定》一週年之际公布密约全文，并表示根据协定东北的日本财产应属盟军共同战利品，美国、英国也有分配权，中国举国震惊。由此引发了一张规模宏大的抗议雅尔塔密约，要求苏联撤军的群众运动。此时中共又在政治协商会议上提出承认东北中共建立的“民主自治政府”，政府接收东北的军队应控制在一定数量内的要求，媒体曝光后舆论更加沸腾。
2月下半月开始，各地反苏活动层出不穷。整个运动大体可分为三个阶段：1946年2月16日至21日为发起阶段；2月22日至26日大游行，运动达到高潮；2月27日以后运动逐渐平息。
早在2月16日，由于苏联在2月初拒绝撤退，又将中国东北原日本辖下的厂矿、机器设备列为战利品并开始拆运，在重庆的东北籍流亡人士2,000余名，在青年馆举行大会后前往国民政府请愿，散发传单，要求苏联撤退，不得抢夺中国财产。紧接着，2月19日，南京也发生了运动，南京临时大学补习班5,000余名学生提出：所謂“要求友邦军队依约撤退”、“请求政府查究张莘夫被害真相，缉凶严办”、“边疆不容割裂”、“请求政府彻底执行政治协商会决议 案”、“彻底执行停战命令，迅速恢复交通”，“ 雅尔塔秘密协定裡有损中国主权的部分，我们坚决反对”，“军队国家化”、“政治民主化” 。次日晚，南京发生示威游行，对苏联拒绝撤军表示抗议。雖說戰爭甫結束，基於同盟關係，这次游行并未专指苏联，但扩大后成为了反苏运动的先声。
高潮阶段以“二·二二反苏反共大游行”尤为出名。
2月20日前，重庆沙坪坝中央大学学生酝酿游行。國民政府主席蒋介石得知后立即派人加以劝阻，防止引发中苏冲突。
2月21日，陈立夫汇报蒋介石说政府失控。
2月22日，重庆中央大学、四川省立教育学院、中央工业专科学校、国立艺术专科学校、四川省立重庆女子职业学校、重庆大学、湘雅医学院、南开中学、交通大学等26所大中学校学生及教师等两万余人于晨6时在沙坪坝附近集合，展开大游行，口号包括“苏军必须立即退出东北”，“苏联必须归还在东北抢夺的物资”。标语更直指中共，例如“所谓‘民主联军’不容存在”，“铲除一切非法地方政权”，“不容任何藉口割据东北”。沿途散发了《告全国同胞书》、《告全世界人士书》 、《慰问东北同胞书》、《对苏联抗议书》等宣言。上午10时半至11时许游行队伍经过曾家岩民生路《新华日报》营业部门口时，学生高呼口号，并于该部玻璃窗及两旁墙壁张贴标语及地图，部分学生曾以小旗杆敲破《新华日报》营业部门首玻璃，一部分人并将楼下门市部及一至四楼全部捣毁，殴伤营业主任杨黎原，职员徐君曼、管佑民、潘同鑫等四人；民盟机关报“《民主报》”馆，也造成人员受伤和财产损失，史称二·二二事件。周恩来对民盟谈话中认为这件事是国民党内的CC派策动，用来反对政學系，而其真正目的是反对政协决议。民盟同意了这一说法。《新华日报》发表评论认为，“一部分人不满意政治协商会议的成果，一方面想制造事件来破坏政府和蒋主席的威信，另方面想挑起共产党及民主人士的忿怒，好造成更大事件，来撕毁政治协商会议的决议。尤其在这几天，蒋主席不在这里（按：在上海视察），较场口事件还没有结束，军事小组快到成功结束的阶段时，故意来制造这种事件”。重庆学生游行中发表《告中共书》，将抗战后复员工作不能顺利进行、建国工作无法展开、政协决议难以付诸实施均归咎于中国共产党，表示：“中共对东北所抱的见解及政策，无疑的是个莫大的错误”；并质问道：一、你们是否爱护祖国？二、为什么要阻挠国军开入东北？三、为什么要提出四项非法要求？四、东北傀儡组织是怎样换来的？五、什么叫民主联军？ 
在渝大中教师也发表声明支持该运动：
- 2月21日，中央大学教授会及助教会共同发表通电，向苏美英三国政府提出严重抗议，希望政府能“坚定不移，勿作现行条约范围以外之任何让步” ；
- 22日，傅斯年、陈衡哲、楼光来、宗白华、储安平、罗承烈、钱歌川、任鸿雋、王云五、吴世昌、赵超构、任美锷等文化界名流联名表示支持。

2月23日，游行继续扩大，上海、南昌等大学聚集地率先响应。
- 渝北区的交通大学等校学生四千人举行了“解放东北”示威游行，要求政府“完全公布中苏关于东九省谈判情形”；“苏军立即自东省撤退；东北问题提出联合国安理会；中国各党团结一致，以应付当前紧急局势”。
- 上海也发生了大规模游行，位于上海的圣约翰大学等校上万余学生赴苏联驻上海总领事馆示威，对市政府提出要求中央以强硬态度对待苏联和严查张莘夫被害真相。
- 南昌市中正大学及南昌中等以上14所学校万余名师生举行游行示威，要求“苏联军队须立即退出东北” 。
- 昆明的西南联合大学朱自清、王力、向达、沈从文、吴大猷、陈序经、贺麟、冯文潜、冯友兰、汤用彤、雷海宗等110名教授对东北问题发表宣言，表示：“中国领土必须完整，主权必须独立”，对于《中苏友好同盟条约》之外任何要求，“我们誓不予以承认”。同时要求国民政府披露有关东北经济合作问题谈判之经过；要求苏联履行条约尽速撤军，归还厂矿，并不得有超出中苏条约范围以外之任何行动或措施。东北旅南京同乡会发表宣言，要求“中共勿再假借东北人民名义，组织军队及政府” 。

2月24日，
- 重庆学生继续在苏联大使馆附近示威，抗议苏军延不退出东北之外，壁山国立社会教育学院、交通大学、同文、西泉等学校学生。
- 北平千余学生、百余东北籍公务员及旅平人士纷纷游行示威 ，反对《雅尔塔协定》，抗议苏联在东九省及蒙古的行为。旅居北平的东北人士喊出“共产党是苏联的傀儡”的口号。

2月25日，运动蔓延至全国，成为高潮阶段，不仅学生上街，各职业团体也积极参与。
- 南京大中学校师生及东北各省代表约800人，代表30余个团体举行游行示威。
- 上海国立临时大学学生2,200人、国立交通大学学生458人，为东北问题向市政府请愿。
- 青岛临大及各市私立中小学学生万余人举行了示威游行
- 汉口各民众团体及中小学生，举行反对东北特殊化运动大会，并到市区示威游行。
- 上海市大学教授联合会针对东北局势发表意见：《雅尔塔协定》公布后，举世沸腾，苏联意想，犹未餍足，东北前途，殊堪殷忧
- 国立贵州大学教授发表宣言，反对在外蒙及内蒙设人民共和国，反对新疆自治及其他分离运动
- 重庆各国外交团体在国民外交协会开会，声讨《雅尔塔协定》，国民外交协会等团体旋即决议通电联合国各外交团体，对该项秘密协定表示抗议
- 广州市民协会及天津12个社会团体致电国民政府，力主维护主权
- 西南联大法学会举行东北问题扩大座谈会
- 昆明市各大中小学及各民众团体四千余人参加，会后举行游行示威 。
- 太原市大游行中，指责中共“附和东北应特殊化”、“阻挠国军开赴东北”、“制造什么‘东蒙共和国’、‘内蒙共和国’”进行“质问” 。

2月26日：
- 北平大中小学生三万余人举行大游行，北平学生联合会分别通电美英苏三国元首，对“苏联侵略东北之日益积极”及“破坏中国与其他各国之领土及主权完整”表示强烈抗议
- 上海市学生护权运动大会上，86个大中学校及学生团体两万余人公祭张莘夫，并到苏联领事馆游行。
- 杭州市十余校学生三千余人为东北问题结队游行；
- 壁山国立社会教育学院等13个单位六千余人，在壁山县城举行游行 。
- 中国行政学会等20余个学术团体在重庆举行联合座谈会，发表对东北问题的七项意见，他们表示：“我国浴血抗战八载，牺牲最大，无非为保卫我国领土主权之完整，东北为我国领土，不容分割；并为我国之生命线，决不容许用任何方式，予以侵夺与蹂躏，最近全国各地青年之爱国游行，吾人深表同情。”
- 南京工商学各界24个单位数千人举行联合示威大游行
- 天津市工商界及学界130余单位召开追悼张莘夫大会，会后游行
- 上海市商会等九个团体，发起组织了东北主权维护委员会 。

2月27日：济南市学生及各界代表三万余人举行爱国护权大游行，高呼“誓死收复东北”等口号及一些反共的口号
2月28日：石家庄举行游行示威；长春大学等校学生赴天津、北平向政府请愿
2月28日，长春的驻东北苏军总部发表声明，宣布正在撤退中，撤尽日期或早于但决不迟于美军从华北撤退的日期。
3月2日，国立河南大学等校学生万余人在开封举行游行，口号与各地大致相同。
3月7日，东北学生入关请愿代表265人在北平游行。同日，北平名流何基鸿、陈岱孙、顾颉刚、成舍我等41人对东北问题发表意见，表示坚决反对雅尔塔密约及“九·一八”事变在东北重演，不能容忍中国政府“再有任何辱国的让步” 。
3月8日，驻沈阳苏军撤退完毕。同日苏联政府则宣布于3月9日开始从东北全面撤军。
3月12日，安徽江津学生数千人为抗议苏联拒不撤兵举行示威游行。
3月18日，苏军宣称长春以南已无苏军 。
4月14日，苏军撤出长春。
5月3日，苏军宣布从中国东北地区撤退完毕。
美国加利福尼亚州立大学、斯坦福大学及华盛顿州立大学的中国留学生团体联合发表宣言，呼吁全世界关注中国东北，提出苏联遵守《中苏友好同盟条约》、立即撤军、归还东北物资等主张，提议“国际组织派遣调查团前往中国东北调查苏方于其占领东北全部期间所作之行为” 。
3月份后，各地抗议活动时有发生。直到5月苏军全部撤出东北，反苏反共运动方告结束。
对于大部分学生的反苏情绪，中共新华日报回应的是“应该把爱国与排外分开”，“爱国不能与排外混在一起”等等。中央日報回应这种说法，说“新华日报欺骗群众的宣传太多了，竟送给爱国青年学生‘排外主义’的帽子，还把爱国青年学生比之于义和团，叫群众是国民党的‘特务团’”。

## 游行口号
游行口号分为两种，一种是针对苏联，另一种针对中共。

### 反苏口号
口号列举如下：
- 誓死收复东北
- 苏联军队须立即退出东北
- 苏联应切实履行中苏友好条约
- 拥护政府采取强硬外交
- 打倒新帝国主义
- 绝对拥护政府接收东北
- 苏联必须归还在东北抢夺的物资
- 爱国护权

### 反共口号
反共口号主要针对中共在东北建立的东北民主自治政府和东北民主联军，另外还针对中共在政协会议上提出承认东北中共建立的“民主自治政府”，政府接收东北的军队应控制在一定数量内的要求。口号列举如下：
- 中共应彻底实行停战协定中对东北之协议
- 不容任何藉口割据东北
- 中共应该爱护祖国
- 所谓‘民主联军’不容存在
- 中共勿再假借东北人民名义，组织军队及政府
- 为什么要阻挠国军开入东北？
- 为什么要提出四项非法要求？
- 东北傀儡组织是怎样换来的？
- 什么叫民主联军？

## 事件影响
反苏运动直接导致中苏关系恶化。2月23日，即游行第二天，满洲占领军司令马利诺夫斯基公开演说，指称「近来某方制造舆论，指斥苏联为赤色帝国主义抢劫中国，关于此事，苏联从未提出过损害中国人民利益，或其主权的要求，苏联固然有要求，但内容方面系在经济方面平等合作，苏方目的不在金钱，而在国防，满洲与苏联安全有很大关系”。在示威浪潮持續下，斯大林下令苏军加紧破坏和劫掠满洲的工矿设备。到3月10日夜间，苏军秘密撤出沈阳。5月3日為止，苏军全部撤出满洲。
蒋介石侍从室第六组组长、主管军统工作的唐纵对此运动评价：“国民外交是有用的。” 
中共后来称这是一场“反苏反共的示威”或“国民政府欺骗煽动重庆万余学生举行的反苏反共游行”，“一、反苏运动是由国民党一手策划并在幕后操纵的；二、反苏运动实质上是针对中国共产党的；三、游行中《新华日报》营业部被毁事件可作为该运动反共性质的典型例证。”
有中国学者认为，“如果苏军不与国民政府协商而迅速撤军，势必导致东北大片地区因国民党军无法快速到达而被中共军队占有。从逻辑上讲，国民党不可能操纵民众起而反苏以破坏其对东北的接收。”在反苏运动同时间召开的国民党六届二中全会上，大部分国民党中央委员反对这种国民外交方式。